# Hami Mandıralı
Hami Mandıralı (Arsin, 20 juli 1968) is een Turks voormalig voetballer. Hij wordt beschouwd als de voetballer die na Tanju Çolak de meest scorende speler ooit in de geschiedenis van het Turks voetbal was. Hami scoorde 219, een aantal dat later werd gepasseerd door Hakan Şükür. Hij is sinds november 2019 de bondscoach van het Turks voetbalelftal onder 21.

## Clubcarrière
Mandıralı werd geboren in Arsin, een kleine stad ten oosten van Trabzon. Hij speelde voor het grootste deel van zijn carrière voor Trabzonspor met een kleine onderbreking van Schalke 04 in Duitsland, wat geen succes was.
Mandıralı begon op tienjarige leeftijd bij Trabzonspor te voetballen en maakte zijn debuut in het professionele voetbal op zeventienjarig leeftijd. Dat was in 1985. Hij maakte zichzelf al snel een van de meest scorende spelers door zijn formidabele schot techniek en verdiende daarmee een basisplek in het Turks elftal. Ook eindigde hij vaak ergens bovenaan in de topscoorderslijst. Mandıralı scoorde 23 keer in Europa Cup-wedstrijden. Hij scoorde zijn meeste doelpunten via vrije trap[en]. Hij is ook de meest scorende speler voor Trabzonspor.
In 1998 werd Mandıralı voor zeven miljoen Duitse mark overgenomen van Trabzonspor door FC Schalke 04, maar keerde na één jaar terug. Daarna speelde hij weer bij Trabzonspor, maar ging in 2002 naar Ankaragücü. Kort daarna stopte Mandıralı met voetballen.
| Seizoen | Club        | Competitie | Competitie | Competitie | Beker | Beker | Continentaal | Continentaal | Totaal | Totaal |
| Seizoen | Club        | Competitie | Wed.       | Dlp.       | Wed.  | Dlp.  | Wed.         | Dlp.         | Wed.   | Dlp.   |
| ------- | ----------- | ---------- | ---------- | ---------- | ----- | ----- | ------------ | ------------ | ------ | ------ |
| 1987/88 | Trabzonspor | Süper Lig  | 37         | 17         |       |       |              |              | 37     | 17     |
| 1988/89 | Trabzonspor | Süper Lig  | 33         | 22         |       |       |              |              | 33     | 22     |
| 1989/90 | Trabzonspor | Süper Lig  | 33         | 6          |       |       |              |              | 33     | 6      |
| 1990/91 | Trabzonspor | Süper Lig  | 30         | 13         |       |       |              |              | 30     | 13     |
| 1991/92 | Trabzonspor | Süper Lig  | 28         | 18         |       |       |              |              | 28     | 18     |
| 1992/93 | Trabzonspor | Süper Lig  | 26         | 14         |       |       |              |              | 26     | 14     |
| 1993/94 | Trabzonspor | Süper Lig  | 27         | 14         |       |       |              |              | 27     | 14     |
| 1994/95 | Trabzonspor | Süper Lig  | 33         | 15         |       |       |              |              | 33     | 15     |
| 1995/96 | Trabzonspor | Süper Lig  | 30         | 13         |       |       |              |              | 30     | 13     |
| 1996/97 | Trabzonspor | Süper Lig  | 31         | 21         |       |       |              |              | 31     | 21     |
| 1997/98 | Trabzonspor | Süper Lig  | 26         | 20         |       |       |              |              | 26     | 20     |
| 1998/99 | Schalke 04  | Bundesliga | 4          | 1          |       |       |              |              | 4      | 1      |
| 1999/00 | Trabzonspor | Süper Lig  | 30         | 16         |       |       |              |              | 30     | 16     |
| 2000/01 | Trabzonspor | Süper Lig  | 25         | 13         |       |       |              |              | 25     | 13     |
| 2001/02 | Trabzonspor | Süper Lig  | 22         | 4          | 2     | 1     |              |              | 27     | 18     |
| 2002/03 | Ankaragücü  | Süper Lig  | 8          | 1          |       |       | 1            | 0            | 9      | 1      |
| Totaal  | Totaal      | Totaal     |            |            |       |       |              |              | 420    | 221    |

## Interlandcarrière
Mandıralı droeg veertig keer het shirt van het nationale team en scoorde daarvoor acht keer.
| Interlanddoelpunten | Interlanddoelpunten | Interlanddoelpunten | Interlanddoelpunten  | Interlanddoelpunten | Interlanddoelpunten | Interlanddoelpunten | Interlanddoelpunten |
| #                   | Datum               | Locatie             | Wedstrijd            | Goal(s)             | Score               | Uitslag             | Wedstrijd           |
| ------------------- | ------------------- | ------------------- | -------------------- | ------------------- | ------------------- | ------------------- | ------------------- |
| 1                   | 15/07/1991          | Toftir              | Faeröer – Turkije    | 75'                 | 1 – 1               | 1 – 2               | Oefenduel           |
| 2                   | 25/03/1992          | Luxemburg           | Luxemburg – Turkije  | 15'                 | 0 – 2               | 2 – 3               | Oefenduel           |
| 3                   | 25/03/1992          | Luxemburg           | Luxemburg – Turkije  | 66'                 | 0 – 2               | 2 – 3               | Oefenduel           |
| 4                   | 08/04/1992          | Ankara              | Turkije – Denemarken | 33'                 | 1 – 0               | 2 – 1               | Oefenduel           |
| 5                   | 26/08/1992          | Trabzon             | Turkije – Bulgarije  | 68'                 | 1 – 1               | 3 – 2               | Oefenduel           |
| 6                   | 28/10/1992          | Ankara              | Turkije – San Marino | 90'                 | 4 – 1               | 4 – 1               | WK-kwalificatie     |
| 7                   | 30/08/1995          | Istanboel           | Turkije – Macedonië  | 48'                 | 2 – 1               | 2 – 1               | Oefenduel           |
| 8                   | 10/09/1997          | Serravalle          | San Marino – Turkije | 79'                 | 0 – 4               | 0 – 5               | WK-kwalificatie     |

1 Erkan ·
2 R. Çetin ·
3 Özalan ·
4 İnceefe ·
5 Kerimoğlu ·
6 Sağlam ·
7 Mandıralı ·
8 Temizkanoğlu ·
9 Şükür ·
10 O. Çetin  ·
11 Çıkırıkçı ·
12 Yiğit ·
13 Zafer ·
14 Sancaklı ·
15 Korkut ·
16 Yalçın ·
17 Ercan ·
18 Erdem ·
19 Kafkas ·
20 Korkmaz ·
21 Göymen ·
22 Reçber ·
Coach: Terim